# Florian Grillitsch
Florian Grillitsch (* 7. srpna 1995) je rakouský fotbalista, který hraje jako záložník za španělský klub Real Valladolid, kde je na hostování z německého TSG 1899 Hoffenheim a za rakouskou reprezentaci.
V roce 2013 začal hrát za B-tým Werderu Brémy. V roce 2015 debutoval za A-tým. V letech 2017–2022 hrál za TSG 1899 Hoffenheim. Po krátkém působení v Ajaxu se v roce 2023 vrátil zpátky do Hoffenheimu. Od roku 2025 je na hostování ve Valladolidu.
Hrál za reprezentace do 19, 20 a 21 let. V roce 2017 byl poprvé povolán do seniorské reprezentace.